# Bittor Alkiza
Bittor Alkiza Fernández (San Sebastián, 26 ottobre 1970) è un allenatore di calcio ed ex calciatore spagnolo, di ruolo centrocampista, tecnico in seconda del Maiorca.

## Carriera

### Club
Debuttò in Primera Division il 1º settembre 1991 in Barcellona-Real Sociedad (2-0). Ha vestito anche la maglia dell'Athletic Bilbao.

### Nazionale
Nel 1998 ha disputato 3 partite nella nazionale spagnola segnando un gol.
Ha inoltre giocato 9 gare con la nazionale dei Paesi Baschi.